# تپه پتک دیناروند
تپه پتک دیناروند مربوط به دوره ساسانیان - دوران‌های تاریخی پس از اسلام است و در شهرستان دهلران، بخش موسیان، روستای پتک دیناروند واقع شدهاین تپه در محدوده ایل دیناروند می‌باشد به همین خاطر با نام تپه پتک دیناروند آن را می‌شناسند و این اثر در تاریخ ۱۴ مرداد ۱۳۸۲ با شمارهٔ ثبت ۹۵۲۴ به‌عنوان یکی از آثار ملی ایران به ثبت رسیده است.